# SVL Premier
SVL Premier är den högsta serien i volleyboll för damer i Skottland.

## Resultat per år[1]
| År   | Mästare                      | Tvåa                         | Trea                    |
| ---- | ---------------------------- | ---------------------------- | ----------------------- |
| 1969 | Motherwell                   |                              |                         |
| 1970 |                              |                              |                         |
| 1971 |                              |                              |                         |
| 1972 |                              |                              |                         |
| 1973 | Motherwell                   |                              |                         |
| 1974 | City of Edinburgh Volleyball |                              |                         |
| 1975 | Dundee                       |                              |                         |
| 1976 | City of Edinburgh Volleyball |                              |                         |
| 1977 | City of Edinburgh Volleyball |                              |                         |
| 1978 | Dundee                       |                              |                         |
| 1979 | City of Edinburgh Volleyball |                              |                         |
| 1980 | City of Edinburgh Volleyball |                              |                         |
| 1981 | City of Edinburgh Volleyball |                              |                         |
| 1982 | City of Edinburgh Volleyball |                              |                         |
| 1983 | City of Edinburgh Volleyball |                              |                         |
| 1984 | City of Edinburgh Volleyball |                              |                         |
| 1985 | City of Edinburgh Volleyball |                              |                         |
| 1986 | Kilmarnock Volleyball Club   |                              |                         |
| 1987 | City of Edinburgh Volleyball |                              |                         |
| 1988 | Kilmarnock Volleyball Club   |                              |                         |
| 1989 | City of Edinburgh Volleyball |                              |                         |
| 1990 | Kilmarnock Volleyball Club   |                              |                         |
| 1991 | Motherwell                   |                              |                         |
| 1992 | Kilmarnock Volleyball Club   |                              |                         |
| 1993 | Su Ragazzi                   |                              |                         |
| 1994 | Su Ragazzi                   |                              |                         |
| 1995 | Su Ragazzi                   |                              |                         |
| 1996 | Su Ragazzi                   |                              |                         |
| 1997 | Su Ragazzi                   |                              |                         |
| 1998 | Su Ragazzi                   |                              |                         |
| 1999 | Rucanor Jets                 |                              |                         |
| 2000 | Rucanor Jets                 |                              |                         |
| 2001 | Su Ragazzi                   |                              |                         |
| 2002 | Troon Prestwick & Ayr        |                              |                         |
| 2003 | Troon Prestwick & Ayr        |                              |                         |
| 2004 | Troon Prestwick & Ayr        |                              |                         |
| 2005 | City of Edinburgh Volleyball |                              |                         |
| 2006 | Troon Prestwick              |                              |                         |
| 2007 | Su Ragazzi                   |                              |                         |
| 2008 | Su Ragazzi                   |                              |                         |
| 2009 | Troon Prestwick & Ayr        | Rucanor Jets                 | Glasgow Mets            |
| 2010 | City of Edinburgh Volleyball | Troon Prestwick & Ayr        |                         |
| 2011 | City of Edinburgh Volleyball | Troon Prestwick & Ayr        | Edinburgh Jets          |
| 2012 | City of Edinburgh Volleyball | Troon Prestwick & Ayr        | Su Ragazzi              |
| 2013 | City of Edinburgh Volleyball | Troon Team Ayrshire          | Edinburgh Jets          |
| 2014 | Edinburgh Jets               | City of Edinburgh Volleyball |                         |
| 2015 | City of Edinburgh Volleyball | Edinburgh Jets               | QTS Troon Team          |
| 2016 | Su Ragazzi                   | City of Edinburgh Volleyball | Edinburgh Jets          |
| 2017 | Su Ragazzi                   | City of Edinburgh Volleyball |                         |
| 2018 | Su Ragazzi                   | City of Edinburgh Volleyball | Volleyball Aberdeen     |
| 2019 | City of Edinburgh Volleyball | Su Ragazzi                   | University of Edinburgh |
| 2020 | Su Ragazzi                   | City of Edinburgh Volleyball | University of Edinburgh |
| 2022 | City of Edinburgh Volleyball | Su Ragazzi                   |                         |